# ان‌جی‌سی ۱۴۳
ان‌جی‌سی ۱۴۳ (به انگلیسی: NGC 143) یک کهکشان مارپیچی است که در صورت فلکی نهنگ قرار دارد.